# Cytochrom P450 2R1
Cytochrom P450 2R1 (CYP2R1) (auch: Vitamin-D-25-Hydroxylase) ist das Enzym, das Vitamin D zu Calcidiol hydroxyliert. Diese Reaktion ist die erste von zwei bei der Biosynthese des Hormons Calcitriol; sie findet in allen Wirbeltieren inklusive des Menschen ausschließlich in den Mikrosomen der Leber statt. Mutationen im CYP2R1-Gen können zu Enzymmangel, und dieser zu einer seltenen vererbbaren Form von Rachitis führen.
In einer Studie mit 200 Diabetes 1-Patienten waren CYP2R1-Varianten mit niedrigen Vitamin-D-Werten assoziiert.

## Katalysierte Reaktion
+ NADPH/H+ + O2 ⇒

⇒  + NADP+ + H2O
Vitamin D3 wird zu Calcidiol hydroxyliert. Als Substrat wird auch Vitamin D2 akzeptiert.